# Телеканалы Украины
В списках представлены каналы, которые попали в состав цифровых мультиплексов, и при полном переходе на эфирное цифровое вещание будут приниматься бесплатно.

## Цифровые DVB-T2 каналы (общенациональные, вся Украина)

### MX-1 (DVB-T2)
Телеканалы которые начнут вещание
| Телеканал             | Логотип | Формат вещания | Запуск                                                    | Холдинг / Владелец | Телегид   | Лицензиат                                                | Официальный сайт       |
| --------------------- | ------- | -------------- | --------------------------------------------------------- | ------------------ | --------- | -------------------------------------------------------- | ---------------------- |
| Первый                |         | SD 576i 16:9   | 01.02.1939 (тест), 11.1956, 07.04.2015 (как общественное) | НОТУ               | зелёная ✓ | АО «Национальная общественная телерадиокомпания Украины» | tv.suspilne.media      |
| 1+1 Украина           |         | SD 576i 16:9   | 24.12.2022                                                | 1+1 Media          | зелёная ✓ | ООО «Вижн 1+1»                                           | 1plus1.ua              |
| 1+1                   |         | SD 576i 16:9   | 03.09.1995                                                | 1+1 Media          | зелёная ✓ | ООО «ТРК „Студия „1+1»                                   | 1plus1.ua              |
| Общественное Культура |         | HD 16:9        | 01.01.2002, 08.08.2017 (как общественное)                 | НОТУ               | зелёная ✓ | АО «Национальная общественная телерадиокомпания Украины» | suspilne.media/culture |
| ICTV                  |         | SD 16:9        | 15.06.1992                                                | Starlight Media    | зелёная ✓ | ООО «Международная коммерческая телерадиокомпания»       | ictv.ua                |
| СТБ                   |         | SD 16:9        | 02.06.1997                                                | Starlight Media    | зелёная ✓ | ООО «Телеканал „СТБ“»                                    | stb.ua                 |
| Интер                 |         | SD 16:9        | 20.10.1996                                                | Inter Media Group  | зелёная ✓ | ЧАО «Телеканал „Интер“»                                  | inter.ua               |
| УНИАН. Сериал         |         | SD 16:9        | 28.07.2010                                                | 1+1 Media          | зелёная ✓ | ООО «Дидживан»                                           | unian.tv               |
| Бигуди                |         | SD 16:9        | 13.01.2014                                                | 1+1 Media          | зелёная ✓ | ООО «Вижн 4»                                             | bigudi.tv              |
| Super+                |         | SD 576i 16:9   | 02.12.2024                                                | Starlight Media    | зелёная ✓ | ООО «Хмарочос медиа»                                     |                        |

- 23 марта 2023 года Национальный совет Украины по вопросам телевидения и радиовещания выдал телеканалу «Бигуди» временное разрешение на вещание в период действия военного положения в Украине на МХ-1 сети DVB-T2, а 21 апреля этого же года начал вещание.

- 30 марта 2023 года Национальный совет Украины по вопросам телевидения и радиовещания выдал телеканалу «Армия ТВ» временное разрешение на вещание в период действия военного положения в Украине на МХ-1 сети DVB-T2, а 21 апреля этого же года начал техническое вещание, 6 декабря начал полноценное вещание, 8 января 2024 года прекратил вещание.

### MX-2 (DVB-T2)
| Телеканал     | Логотип | Формат вещания | Запуск                        | Холдинг / Владелец | Телегид   | Лицензиат                                          | Официальный сайт |
| ------------- | ------- | -------------- | ----------------------------- | ------------------ | --------- | -------------------------------------------------- | ---------------- |
| Новый канал   |         | SD 16:9        | 15.07.1998                    | Starlight Media    | зелёная ✓ | ООО «Новый канал»                                  | novy.tv          |
| ТЕТ           |         | SD 16:9        | 24.01.1992                    | 1+1 Media          | зелёная ✓ | ЧАО «Телекомпания „ТЕТ“»                           | tet.tv           |
| 2+2           |         | SD 16:9        | 01.07.2006                    | 1+1 Media          | зелёная ✓ | ООО «Реал Истэйт-ТВ»                               | 2plus2.ua        |
| M1            |         | SD 16:9        | 27.12.2001 (тест), 01.02.2002 | Starlight Media    | зелёная ✓ | ООО «Телеодин»                                     | m1.tv            |
| НТН           |         | SD 16:9        | 01.11.2004                    | Inter Media Group  | зелёная ✓ | ООО «Телестудия „Служба информации“»               | ntn.ua           |
| Мега          |         | SD 16:9        | 29.03.2010                    | Inter Media Group  | зелёная ✓ | ООО «Телеканал „Мега“»                             | megatv.ua        |
| ПлюсПлюс      |         | SD 16:9        | 04.08.2012                    | 1+1 Media          | зелёная ✓ | ООО «УНИАН ТВ»                                     | plus-plus.tv     |
| Мы — Украина+ |         | SD 16:9        | 10.02.2024                    | Игорь Петренко     | зелёная ✓ | ООО «Стримлайн Медиа»                              | weuaplus.tv      |
| Распакуй TV   |         | SD 16:9        | 24.11.2020                    | Владимир Брославец | ❌        | ООО «Тайм медиа солюшн»                            | rozpakuy.com     |
| ICTV2         |         | SD 16:9        | 17.12.2022                    | Starlight Media    | зелёная ✓ | ООО «Международная коммерческая телерадиокомпания» | ictv.ua/ictv2/   |
| ОЦЕ ТВ        |         | SD 16:9        | 01.09.2017                    | Starlight Media    | ❌        | ООО «Хмарочос медиа»                               | oce-tv.tv        |

- 26 декабря 2019 года телеканал «ПлюсПлюс» начал вещание в цифровом мультиплексе (изначально — в MX-3 на восьмой телевизионной цифровой позиции).
- 3 ноября 2022 года Национальный совет Украины по вопросам телевидения и радиовещания выдал новосозданному телеканалу «Мы — Украина» разрешение на вещание во втором мультиплексе всеукраинской эфирной цифровой телесети сроком на один год[1].
- 23 декабря 2022 года телеканал «ICTV2» начал вещание в мультиплексе MX-2 эфирной сети DVB-T2.
- 24 декабря 2022 года телеканал «1+1 Украина» начал вещание в мультиплексе MX-2 эфирной сети DVB-T2.
- 23 марта 2023 года Национальный совет Украины по вопросам телевидения и радиовещания выдал телеканалу «ОЦЕ ТВ» временное разрешение на вещание в период действия военного положения в Украине на МХ-2 сети DVB-T2, а 31 марта того же года начал вещание.
- 8 ноября 2023 года телеканал «Мы — Украина» прекратил вещание в MX-2 цифровой эфирной сети DVB-T2.
- 10 февраля 2024 года телеканал «Мы ― Украина+» начал вещание в MX-2 цифровой эфирной сети DVB-T2.
- 5 февраля 2025 года телеканал «Распакуй TV» начал вещание в MX-2 цифровой эфирной сети DVB-T2.

### MX-3 (DVB-T2)
| Телеканал            | Логотип | Формат вещания | Запуск     | Холдинг / Владелец | Телегид                       | Лицензиат                                        | Официальный сайт |
| -------------------- | ------- | -------------- | ---------- | ------------------ | ----------------------------- | ------------------------------------------------ | ---------------- |
| К1                   |         | SD 16:9        | 20.06.2005 | Inter Media Group  | зелёная ✓                     | ООО «Телерадиоорганизация „Мульти Медиа Сервис“» | k1.ua            |
| К2                   |         | SD 16:9        | 01.08.2005 | Inter Media Group  | ООО «Телеканал „К2“»          | k2.ua                                            |                  |
| ZOOM                 |         | SD 16:9        | 24.08.2007 | Inter Media Group  | ООО «Музыкальное телевидение» | zoomua.tv                                        |                  |
| Прямой               |         | HD 16:9 (720p) | 24.08.2017 | Вольные Медиа      | ❌                            | ООО «Телеканал „Прямой“»                         | prm.ua           |
| Эспрессо TV          |         | SD 16:9        | 25.11.2013 | Иван Жеваго        | ООО «Голдбэрри»               | espreso.tv                                       |                  |
| XSPORT               |         | SD 16:9        | 16.01.2012 | Борис Колесников   | зелёная ✓                     | ООО «Тотвэльд»                                   | xsport.ua        |
| Enter-фильм          |         | SD 16:9        | 25.02.2002 | Inter Media Group  | зелёная ✓                     | ООО «ТРК „Кино ТВ“»                              | enterfilm.com.ua |
| Пиксель TV           |         | SD 16:9        | 15.04.2012 | Inter Media Group  | зелёная ✓                     | ООО «ТРК „Музыка ТВ“»                            | pixelua.tv       |
| Солнце               |         | SD 16:9        | 04.02.2013 | ПП «Студия Пилот»  | ❌                            | ООО «Солар медиа»                                | sonce.tv         |
| Тюсо                 |         | SD 16:9        | 25.08.2021 | Вера Симонова      | ❌                            | ПП «Тюсо»                                        | tuso.ua          |
| Beauty Trust Quality |         | SD 576i 16:9   | 01.08.2023 | Ирина Слепич       | ❌                            | ТОВ ТРК «Фенікс ТВ»                              | btq.in.ua        |

- 11 июля 2018 года Нацсовет отказал телеканалу «Business» в продлении лицензии[3]. Между Нацсоветом и структурами телеканала «TVi» (новый владелец лицензии) велись длительные судебные разбирательства по пересмотру данного решения[4].
- 2 февраля 2021 года было отключено вещание телеканала «ZIK», в связи с введенными СНБО санкциями (длительностью на пять лет) против владельца медиахолдинга «Новости» Тараса Козака[5]. Представители телеканала планировали оспорить данное решение в судебном порядке[6]. Лицензия на вещание телеканала «ZIK» в MX-3 остается действующей до 23 августа 2025 года[7].
- 4 апреля 2022 года на частотах телеканалов «Прямой» и «Эспрессо» в цифровой эфирной телесети временно запущено вещание телеканала «РАДА» (телемарафон «Единые Новости»), в рамках решения СНБО «О реализации единой информационной политики в условиях военного положения» от 18 марта 2022 года.
- 22 июля 2022 года телеканал «НЛО TV» прекратил вещание в цифровой эфирной телесети, на день ранее аннулировав все свои вещательные лицензии, в условиях ликвидации Медиа Группы Украина[укр.]. Теперь же на его место в мультиплексе может претендовать (получив временное разрешение от Национального совета по телерадиовещанию) любая телекомпания, изъявляющая желание вещать в цифровой эфирной телесети[8]. До появления замены — транслируется тест-таблица.
- 16 февраля 2023 года Национальный совет Украины по вопросам телевидения и радиовещания выдал телеканалу «Малятко TV» временное разрешение на вещание в период действия военного положения в Украине на МХ-3 эфирной сети DVB-T2 а уже 15 марта этого же года начал вещание.
- 16 июня 2023 года телеканал «Малятко TV» прекратил вещание в эфирной сети DVB-T2 из-за финансовых проблем.
- 31 июля 2024 года телеканал «Солнце+» начал вещание в MX-3.
- 8 августа 2024 года «Солнце+» переоформлено на МХ-7, а «Солнце» на МХ-3, а 9 августа произошли изменения.
- 5 февраля 2025 года телеканал «Тюсо» начал вещание в MX-3 цифровой эфирной сети DVB-T2.

### MX-4 (DVB-T)
- С 1 августа 2016 года провайдер цифрового телевещания «Зеонбуд» отключил телеканал «Business» за неуплату услуг по доставке сигнала. По данному вопросу Национальным советом по вопросам телевидения и радиовещания была назначена внеплановая проверка обеих компаний[9].

- Телеканалы «М2» и «УНИАН ТВ» выиграли конкурс и получили лицензии (02.04.2008) в четвертом мультиплексе формата DVB-T, однако из-за того, что MX-4 оказался без провайдера и не осуществляет вещание, членом Национального совета по вопросам телевидения и радиовещания — Олегом Чернышем[укр.], было внесено предложение о включении данных телеканалов (единственных лицензиатов данного мультиплекса) — в сеть DVB-T2.[10]
- 10 января 2019 года Нацсовет отказал телеканалам в переносе их в существующие мультиплексы цифрового эфирного телевидения, аргументируя это отсутствием у телеканалов действующих договоров с телекоммуникационным провайдером «Зеонбуд».[11] Позже, 19 ноября 2019 года Нацсовет согласовал смену вещательного мультиплекса телеканалу «УНИАН ТВ», так как канал заключил договор с компанией «Зеонбуд».[12]
- 20 декабря 2019 года Нацсовет согласовал обмен логотипами и программными концепциями для телеканалов «УНИАН ТВ» и «ПлюсПлюс» телегруппы 1+1 Медиа[13].
- В 2021 году телекомпания «Телеодин» переоформила цифровую лицензию телеканала «М2» на новосозданную компанию «Дидживан», продав ее юристу Сергею Рабенко для запуска телеканала «Аргумент ТВ». Нацсовет разрешил компании переоформить документы на вещание в действующем мультиплексе оператора «Зеонбуд», после чего Сергей Рабенко перепродал компанию «Дидживан» структурам 1+1 Медиа, позже запустившим на базе ее цифровой лицензии вещание телеканала «УНИАН». В итоге — 4 мультиплекс полностью остался без действующих лицензиатов.

### MX-5 (DVB-T2)
Телеканалы которые временно не вещают, а также телеканалы которые начнут вещание
| Телеканал         | Логотип | Формат вещания | Запуск     | Холдинг / Владелец            | Телегид   | Лицензиат              | Официальный сайт |
| ----------------- | ------- | -------------- | ---------- | ----------------------------- | --------- | ---------------------- | ---------------- |
| 5 канал           |         | SD 16:9        | 01.09.2003 | Вольные Медиа                 | ❌        | ПИИФООО «ТРК „НБМ“»    | 5.ua             |
| Конкурент Украина |         | SD 16:9        | 05.05.2025 | ООО «Контент менджемент груп» | ❌        | ООО «Телерадиоконтент» | konkurent.tv     |
| Твой сериал       |         | SD 576i 16:9   | 16.10.2023 | Starlight Media               | зелёная ✓ | ООО «Телеканал СТБ»    |                  |

- 1 апреля 2016 года провайдер цифрового телевещания «Зеонбуд» отключил телеканал «Винтаж ТВ» за неуплату услуг по доставке сигнала, а позже и вовсе разорвал договор с вещателем в одностороннем порядке. 20 июля 2017 года Нацсовет, по решению окружного административного суда города Киева[укр.], изъял телеканал «Винтаж ТВ» из лицензии провайдера «Зеонбуд», тем самым лишив канал возможности для дальнейшей транслции в телевизионной цифровой сети. При этом, лицензия телеканала на вещание в пятом мультиплексе всё ещё считалась действительной.[14][15].
- 11 июля 2018 года Нацсовет отказал телеканалу «Винтаж ТВ» в продлении цифровой лицензии.[16].
- 12 февраля 2021 года Нацсовет пересмотрел свое решение по эфирной цифровой лицензии телеканала «Винтаж ТВ», продлив ее, в связи с восстановлением договоренностей между телеканалом и оператором "Зеонбуд".[17].
- 1 июня 2021 года в мультиплексе начал вещание обновленный цифровой телеканал «Винтаж», учредителем которого стала компания ТРК «Интеррадио», известная тем, что также является прямым владельцем спутникового информационного телеканала «4 канал»[18]. Позже лицензия была переоформлена на «4 канал».
- 4 апреля 2022 года на частоте телеканала «5 канал» в цифровой эфирной телесети временно запущено вещание телеканала «РАДА» (телемарафон «Единые Новости»), в рамках решения СНБО «О реализации единой информационной политики в условиях военного положения» от 18 марта 2022 года.
- 22 июля 2022 года телеканалы «Индиго[укр.]» и «Украина» прекратили вещание в цифровой эфирной телесети, на день ранее аннулировав все свои вещательные лицензии, в условиях ликвидации Медиа Группы Украина[укр.]. Теперь же на их места в мультиплексе может претендовать (получив временное разрешение от Национального совета по телерадиовещанию) любая телекомпания, изъявляющая желание вещать в цифровой эфирной телесети[8]. До появления замены — транслируются тест-таблицы.
- 6 октября 2022 года лицензию ООО «Корона Санрайс» переоформили с «4 канала» на спутниковый телеканал «ТАК TV».
- 16 февраля 2023 года Национальный совет Украины по вопросам телевидения и радиовещания выдал телеканалу «Солнце» временное разрешение на вещание в период действия военного положения в Украине на МХ-5 эфирной сетм DVB-T2, а 21 февраля этого же года начал вещание.
- 7 декабря 2023 года телеканал «Твой сериал» начал вещание.
- 17 февраля 2024 года телеканал «Солнце» прекратил вещание в MX-5 цифровой эфирной сети DVB-T2.

### MX-5 (DVB-T2) (региональные, каналы вещания зависят от региона)
- 1 областной телеканал (филия НОТУ)

| Регион вещания                     | Название канала              | Формат вещания |
| ---------------------------------- | ---------------------------- | -------------- |
| Автономная Республика Крым         | «Суспільне Крим»             | SD 16:9        |
| Винницкая область                  | «Общественное Винница»       | HD 16:9        |
| Волынская область                  | «Общественное Волинь»        | HD 16:9        |
| Днепропетровская область           | «Общественное Днепр»         | HD 16:9        |
| Донецкая область Луганская область | «Суспільне Донбас»           | SD 16:9        |
| Житомирская область                | «Суспільне Житомир»          | HD 16:9        |
| Закарпатская область               | «Суспільне Ужгород»          | HD 16:9        |
| Запорожская область                | «Суспільне Запоріжжя»        | HD 16:9        |
| Ивано-Франковская область          | «Суспільне Івано-Франківськ» | HD 16:9        |
| Киевская область                   | «Суспільне Київ»             | HD 16:9        |
| Кировоградская область             | «Суспільне Кропивницький»    | HD 16:9        |
| Львовская область                  | «Суспільне Львів»            | HD 16:9        |
| Николаевская область               | «Суспільне Миколаїв»         | HD 16:9        |
| Одесская область                   | «Суспільне Одеса»            | HD 16:9        |
| Полтавская область                 | «Суспільне Полтава»          | HD 16:9        |
| Ровненская область                 | «Суспільне Рівне»            | HD 16:9        |
| Сумская область                    | «Суспільне Суми»             | HD 16:9        |
| Тернопольская область              | «Суспільне Тернопіль»        | HD 16:9        |
| Харьковская область                | «Суспільне Харків»           | HD 16:9        |
| Херсонская область                 | «Суспільне Херсон»           | SD 16:9        |
| Хмельницкая область                | «Суспільне Хмельницький»     | HD 16:9        |
| Черкасская область                 | «Суспільне Черкаси»          | HD 16:9        |
| Черниговская область               | «Суспільне Чернігів»         | HD 16:9        |
| Черновицкая область                | «Суспільне Чернівці»         | HD 16:9        |

- 3 региональные или местные телеканалы (если в одной области курсивом виделено несколько каналов, то с одной вышки транслируется только один с этих каналов)[21]

| Регион вещания             | Название канала                 | Логотип      | Формат вещания |
| -------------------------- | ------------------------------- | ------------ | -------------- |
| Автономная Республика Крым | вещание отсутствует             |              |                |
| Винницкая область          | ВИТА ТВ                         |              | HD 720p 16:9   |
| Винницкая область          | Виннитчина                      |              | SD 576i 16:9   |
| Волынская область          | Аверс                           |              | HD             |
| Волынская область          | 12 Канал                        |              | HD             |
| Волынская область          | Конкурент TV                    |              | SD 576i 16:9   |
| Днепропетровская область   | Рудана                          |              | SD 576i 16:9   |
| Днепропетровская область   | Днепр TV                        |              | HD 720p 16:9   |
| Днепропетровская область   | 11 канал                        |              | SD 576i 16:9   |
| Днепропетровская область   | Павлоградская телерадиокомпания |              | HD             |
| Днепропетровская область   | Желтая Река                     |              | SD 576i 4:3    |
| Днепропетровская область   | УНИАН. Днепр                    |              | SD 576i 16:9   |
| Донецкая область           | С-Плюс                          |              | SD 576i 4:3    |
| Донецкая область           | Орбита                          |              | SD 576i 4:3    |
| Житомирская область        | СК1                             |              | SD 576i 16:9   |
| Житомирская область        | CTV (Союз ТВ)                   |              | SD 576i 16:9   |
| Коростень ТБ               |                                 | SD 576i 4:3  |                |
| Закарпатская область       | MS                              |              | SD 576i 16:9   |
| Закарпатская область       | 21 Ужгород                      |              | SD 576i 16:9   |
| Запорожская область        |                                 |              |                |
| МТМ                        |                                 | SD 576i 16:9 | tvmtm.online   |
| Ивано-Франковская область  | РАИ                             |              | SD 576i 16:9   |
| Ивано-Франковская область  | Галичина TV                     |              | HD             |
| Киев                       | Киев TV                         |              | SD 576i 16:9   |
| Киев                       | Live                            |              | HD 1080i 16:9  |
| Киевская область           | Крокус TV                       |              | HD             |
| Киевская область           | Правда ТУТ Белая Церковь        |              | SD 576i 16:9   |
| Кировоградская область     | Ветер                           |              | SD 576i 16:9   |
| Кировоградская область     | TTV                             |              | SD 576i 4:3    |
| Кировоградская область     | КТМ                             |              | SD 576i 16:9   |
| Луганская область          | ИРТА                            |              | SD 576i 16:9   |
| Львовская область          | 24 Канал                        |              | SD 576i 16:9   |
| Львовская область          | ПравдаТУТ Львов                 |              |                |
| Львовская область          | Первый Западный                 |              | HD 1080i 16:9  |
| Николаевская область       | ТАК-TV Центр+                   |              | SD 576i 16:9   |
| Николаевская область       | МАРТ                            |              | SD 576i 16:9   |
| Николаевская область       | Вселенная                       |              | SD 576i 4:3    |
| Николаевская область       | 35-й канал                      |              | SD 576i 16:9   |
| Одесская область           | Репортёр                        |              | SD 576i 16:9   |
| Одесская область           | Академия                        |              | SD 576i 16:9   |
| Одесская область           | 3-й цифровой                    |              | SD 576i 4:3    |
| Одесская область           | Град                            |              | HD             |
| Одесская область           | ТВ-Измаил                       |              | SD 576i 4:3    |
| Полтавская область         | Город+                          |              | SD 576i 16:9   |
| Полтавская область         | Пирятин                         |              | SD 576i 16:9   |
| Полтавская область         | Визит                           |              | SD 576i 4:3    |
| Полтавская область         | PTV                             |              | SD 576i 16:9   |
| Ровенская область          | Ровно 1                         |              | HD             |
| Ровенская область          | ITV                             |              | HD             |
| Ровенская область          | Сфера ТВ                        |              | SD 576i 16:9   |
| Сумская область            | ATV                             |              | SD 576i 4:3    |
| Сумская область            | Видикон                         |              | SD 576i 4:3    |
| Сумская область            | TVT                             |              | SD 576i 4:3    |
| Тернопольская область      | TV-4                            |              | SD 576i 16:9   |
| Тернопольская область      | ИНТВ                            |              | SD 576i 16:9   |
| Тернопольская область      | Тернополь 1                     |              | SD 576i 16:9   |
| Харьковская область        | 7 канал                         |              | SD 576i 4:3    |
| Харьковская область        | Simon                           |              | SD 576i 4:3    |
| Харьковская область        | Вектор                          |              | SD 576i 4:3    |
| Харьковская область        | УНИАН. Харьков                  |              | SD 576i 16:9   |
| Херсонская область         | ВТВ+                            |              | SD 576i 16:9   |
| Херсонская область         | Kratu                           |              | SD 576i 16:9   |
| Хмельницкая область        | 33-й канал                      |              | SD 576i 16:9   |
| Хмельницкая область        | TV 7+                           |              | SD 576i 16:9   |
| Хмельницкая область        | Первый Подольский               |              | HD             |
| Черкаская область          | Викка                           |              | SD 576i 16:9   |
| Черкаская область          | Ильдана                         |              | SD 576i 16:9   |
| Черкаская область          | Антенна                         |              | SD 576i 16:9   |
| Черновецкая область        | Черновецкий проминь             |              | SD 576i 16:9   |
| Черновецкая область        | Город ТВ                        |              | SD 576i 4:3    |
| Черниговская область       | Видикон                         |              | SD 576i 4:3    |
| Черниговская область       | КСТ                             |              | SD 576i 16:9   |
| Черниговская область       | Прилуки                         |              | SD 576i 16:9   |
| Черниговская область       | Дитинец                         |              | HD             |
| Черниговская область       | Новый Чернигов                  |              | SD 576i 4:3    |
| Черниговская область       | ТІМ                             |              | HD             |

### MX-6 (DVB-H)
- В 2008 и 2009 году компания ТРК «Эфир» получила две лицензии провайдера цифрового мобильного телевидения формата DVB-H на всю Украину в шестом мультиплексе (МХ-6) и отдельно — для экспериментального вещания в Киеве (частота 47 ТВК, которая отошла МХ-3, провайдером которого является «Зеонбуд»). За все это время компания так и не смогла запустить услугу мобильного цифрового телевидения, хотя по условиям лицензии должна была построить сеть в течение года.[22]
- 13 ноября 2014 года Нацсовет получил пояснения о сложившихся технических трудностях от представителя компании, и полным составом проголосовал за то, чтобы принять к сведению и «рекомендовать компании предпринять решительные меры для разрешения ситуации».[23]
- 25 апреля 2019 года Нацсовет продлил срок действия лицензии ТРК «Эфир» на 10 лет.[24] До объявления Нацсоветом конкурса на цифровые телевизионные позиции и полного отключения эфирного аналогового телесигнала, все телеканалы мультиплекса вещают на тестово-экспериментальной основе, с пониженной мощностью (10 Вт) всех передатчиков сети MX-6.[25]
- 19 октября 2019 года по инициативе ТРК «Эфир» Нацсовет принял решение заказать у Госслужбы радиочастот просчет частот в 166 населенных пунктах  Украины для вещания шестого мультиплекса в стандарте DVB-T2 взамен устаревшего DVB-H.[26]

### MX-7 (DVB-T2)
Телеканалы, которые вещают временно, а также телеканалы которые начнут вещание
 Телеканалы которые начнут вещание
| Телеканал             | Логотип | Формат вещания | Запуск     | Холдинг / Владелец                                  | Телегид   | Лицензиат                                                | Официальный сайт        |
| --------------------- | ------- | -------------- | ---------- | --------------------------------------------------- | --------- | -------------------------------------------------------- | ----------------------- |
| Армия ТВ              |         | SD 576i 16:9   | 21.04.2023 | Министерство обороны Украины                        | ❌        | Центральная ТРС Министерства обороны Украины             | armyfm.com.ua           |
| Рада                  |         | SD 576i 16:9   | 24.11.1998 | ДТВРУ                                               | ❌        | ДП «Парламентский телеканал „РАДА“»                      | tv.rada.gov.ua          |
| Megogo Спорт          |         | HD 1080i 16:9  | 29.08.2024 | Megogo                                              | зелёная ✓ | ООО «МЕГОГО»                                             |                         |
| Мы — Украина          |         | SD 576i 16:9   | 07.11.2022 | Игорь Петренко                                      | ❌        | ООО «Мы — Украина»                                       | weukraine.tv            |
| Квартал TV            |         | SD 576i 16:9   | 08.08.2016 | 1+1 Media                                           | зелёная ✓ | ООО «Вижн Квартал ТВ»                                    |                         |
| Світло                |         | HD 1080i 16:9  | 01.04.2016 | Film.UA                                             | зелёная ✓ | ООО «Полезное ТВ»                                        | svitlo.tv               |
| Світ+                 |         | SD 576i 16:9   | 01.11.2024 | 1+1 Media                                           | зелёная ✓ | ООО «Вижн 3»                                             |                         |
| УНИАН-2               |         | SD 576i 16:9   |            | 1+1 Media                                           | зелёная ✓ | ООО «Дидживан»                                           |                         |
| Общественное Культура |         | SD 576i 16:9   | 01.01.2002 | Национальная общественная телерадиокомпания Украины | ❌        | АО «Национальная общественная телерадиокомпания Украины» | suspilne.media/culture/ |
| Первый                |         | SD 576i 16:9   | 01.02.1939 | Национальная общественная телерадиокомпания Украины | ❌        | АО «Национальная общественная телерадиокомпания Украины» | tv.suspilne.media       |

- 1 ноября 2023 года телеканал «Свет» начал вещание в MX-7 цифровой эфирной сети DVB-T2 вместо телеканала ICTV.
- 21 ноября телеканал «Солнце» начал вещание в MX-7 цифровой эфирной сети DVB-T2.
- 21 декабря 2023 года Нацсовет выдал телеканалу «Армия ТВ» временное разрешение на вещание в МХ-7 эфирной сети DVB-T2, а 1 января 2024 года начал вещание в МХ-7.
- 9 августа 2024 года телеканал «Солнце+» прописался вместо телеканала «Солнце».
- 29 августа 2024 года телеканал «Megogo Спорт» начал вещание.
- 30 октября 2024 года телеканал «Солнце+» прекратил вещание в МХ-7 цифровой эфирной сети DVB-T2.

### Локальный мультиплекс (региональные, каналы вещания зависят от региона)
| ТВК                | Название               | Город            | Формат вещания            | Область                  | Стандарт |          |
| ------------------ | ---------------------- | ---------------- | ------------------------- | ------------------------ | -------- | -------- |
| 48                 | Аверс                  | Камень-Каширский | HD 720p                   | Волынская область        | DVB-T2   |          |
| 48                 | 12 Канал               | Камень-Каширский | HD 720p                   | Волынская область        | DVB-T2   | HD 1080i |
| 48                 | Конкурент TV           | Камень-Каширский | HD 720p                   | Волынская область        | DVB-T2   |          |
| 48                 |                        |                  | HD 720p                   | Волынская область        | DVB-T2   |          |
| Аверс              | Любомль                |                  | HD 720p                   | Волынская область        | DVB-T2   |          |
| Конкурент TV       | Любомль                |                  | HD 720p                   | Волынская область        | DVB-T2   |          |
| 47                 | Любомль                |                  | HD 720p                   | Волынская область        | DVB-T2   |          |
| Аверс              | Цумань                 |                  | HD 720p                   | Волынская область        | DVB-T2   |          |
| Конкурент TV       | Цумань                 |                  | HD 720p                   | Волынская область        | DVB-T2   |          |
| 47                 | Цумань                 |                  | HD 720p                   | Волынская область        | DVB-T2   |          |
| Аверс              | Топольно               |                  | HD 720p                   | Волынская область        | DVB-T2   |          |
| Конкурент TV       | Топольно               |                  |                           |                          |          |          |
| 47                 | D1                     | Днепр            | HD 720p                   | Днепропетровская область | DVB-T2   |          |
| 47                 | 9 канал / 2+2          | Днепр            | SD 576i                   | Днепропетровская область | DVB-T2   |          |
| 47                 | 41 канал / 5 канал     | Днепр            | SD 576i                   | Днепропетровская область | DVB-T2   |          |
| 47                 | NOBEL TV / Апостроф TV | Днепр            | SD 576i                   | Днепропетровская область | DVB-T2   |          |
| 21                 |                        |                  |                           | Днепропетровская область | DVB-T2   |          |
| D1                 | Никополь               | HD 720p          |                           | Днепропетровская область | DVB-T2   |          |
| УНИАН ТВ. Никополь | Никополь               | SD 576i          |                           | Днепропетровская область | DVB-T2   |          |
| 9 канал / 2+2      | Никополь               | SD 576i          |                           | Днепропетровская область | DVB-T2   |          |
| 21                 |                        |                  |                           | Днепропетровская область | DVB-T2   |          |
| D1                 | Покров                 | HD 720p          |                           | Днепропетровская область | DVB-T2   |          |
| УНИАН ТВ. Никополь | Покров                 | SD 576i          |                           | Днепропетровская область | DVB-T2   |          |
| 9 канал / 2+2      | Покров                 | SD 576i          |                           | Днепропетровская область | DVB-T2   |          |
| 47                 |                        |                  |                           | Днепропетровская область | DVB-T2   |          |
| Розпакуй TV        | Шахтёрское             | SD 576i          |                           | Днепропетровская область | DVB-T2   |          |
| 9 канал / 2+2      | Шахтёрское             | SD 576i          |                           | Днепропетровская область | DVB-T2   |          |
| 44                 | Шахтёрское             |                  |                           | Днепропетровская область | DVB-T2   |          |
| 9 канал / 2+2      | Жёлтые Воды            | SD 576i          |                           | Днепропетровская область | DVB-T2   |          |
| D1                 | Жёлтые Воды            | HD 720p          |                           | Днепропетровская область | DVB-T2   |          |
| 47                 |                        |                  |                           | Днепропетровская область | DVB-T2   |          |
| Союз ТВ            | Житомир                | SD 576i          | Житомирская область       | DVB-T2                   |          |          |
| 12 Канал           | Житомир                | HD 1080i         | Житомирская область       | DVB-T2                   |          |          |
| Аверс              | Житомир                | HD 720p          | Житомирская область       | DVB-T2                   |          |          |
| 44                 | МТМ                    | Запорожье        | SD 576i                   | Запорожская область      | DVB-T2   |          |
| 44                 | НБМ-Запорожье          | Запорожье        | SD 576i                   | Запорожская область      | DVB-T2   |          |
| 44                 |                        | Запорожье        |                           | Запорожская область      | DVB-T2   |          |
| НТК (HD)           | Коломыя                | HD 1080i         | Ивано-Франковская область | DVB-T2                   |          |          |
| 3-Студия           | Коломыя                | SD 576i          | Ивано-Франковская область | DVB-T2                   |          |          |
| Вежа               | Коломыя                | HD 720p          | Ивано-Франковская область | DVB-T2                   |          |          |
| 44                 | Коломыя                |                  | Ивано-Франковская область | DVB-T2                   |          |          |
| Галичина TV        | Стримба                | HD 720p          | Ивано-Франковская область | DVB-T2                   |          |          |
| 3-Студия           | Стримба                | SD 576i          | Ивано-Франковская область | DVB-T2                   |          |          |
| Надворная          | Стримба                | SD 576i          | Ивано-Франковская область | DVB-T2                   |          |          |
| 43                 | Стримба                |                  | Ивано-Франковская область | DVB-T2                   |          |          |
| Галичина TV        | Калуш                  | HD 720p          | Ивано-Франковская область | DVB-T2                   |          |          |
| 3-Студия           | Калуш                  | SD 576i          | Ивано-Франковская область | DVB-T2                   |          |          |
| РАІ                | Калуш                  | HD 1080i         | Ивано-Франковская область | DVB-T2                   |          |          |
| 30                 | Калуш                  |                  | Ивано-Франковская область | DVB-T2                   |          |          |
| 3-Студия           | Ивано-Франковск        | SD 576i          | Ивано-Франковская область | DVB-T2                   |          |          |
| Вежа               | Ивано-Франковск        | HD 720p          | Ивано-Франковская область | DVB-T2                   |          |          |
| Канал-402          | Ивано-Франковск        | HD 720p          | Ивано-Франковская область | DVB-T2                   |          |          |
| 43                 | Эспрессо Киев          | Киев             | SD 576i                   | Киевская область         | DVB-T    |          |
| 43                 | Milady Television      | Киев             | SD 576i                   | Киевская область         | DVB-T    |          |
| 43                 | ECO TV                 | Киев             | SD 576i                   | Киевская область         | DVB-T    |          |
| 43                 | 8 канал                | Киев             | SD 576i                   | Киевская область         | DVB-T    |          |
| 43                 | tvii.tv                | Киев             | SD 576i                   | Киевская область         | DVB-T    |          |
| 43                 | Апостроф TV            | Киев             | HD 1080i                  | Киевская область         | DVB-T    |          |
| 43                 | НТА                    | Киев             | HD 1080i                  | Киевская область         | DVB-T    |          |
| 44                 | Авис                   | Макаров          | HD 720p                   | Киевская область         | DVB-T    |          |
| 37                 | НТА                    | Львов            | HD 1080i                  | Львовская область        | DVB-T2   |          |
| 48                 | Одесса                 | Одесса           | HD 720p                   | Одесская область         | DVB-T2   |          |
| 43                 | Місто+                 | Карловка         | SD 576i                   | Полтавская область       | DVB-T2   |          |
| 43                 | PTV                    | Карловка         | SD 576i                   | Полтавская область       | DVB-T2   |          |
| 47                 | PTV                    | Кременчуг        | SD 576i                   | Полтавская область       | DVB-T2   |          |
| 47                 | Місто+                 | Кременчуг        | SD 576i                   | Полтавская область       | DVB-T2   |          |
| 47                 | ГОК                    | Кременчуг        | SD 576i                   | Полтавская область       | DVB-T2   |          |
| 41                 | Аверс                  | Дубно            | HD 720p                   | Ровненская область       | DVB-T2   |          |
| 41                 | Рівне 1                | Дубно            | HD 720p                   | Ровненская область       | DVB-T2   |          |
| 41                 | ITV                    | Дубно            | HD 1080i                  | Ровненская область       | DVB-T2   |          |
| 41                 | Сфера ТВ               | Дубно            | SD 576i                   | Ровненская область       | DVB-T2   |          |
| 48                 | Пульсар                | Ахтырка          | SD 576i                   | Сумская область          | DVB-T2   |          |
| 44                 | Тернопіль 1            | Тернополь        | SD 576i                   | Тернопольская область    | DVB-T2   |          |
| 41                 | TV-4                   | Шумск            | SD 576i                   | Тернопольская область    | DVB-T2   |          |
| 41                 | Тернопіль 1            | Шумск            | SD 576i                   | Тернопольская область    | DVB-T2   |          |
| 29                 | Тернопіль 1            | Кременец         | SD 576i                   | Тернопольская область    | DVB-T2   |          |
| 35                 | Тернопіль 1            | Теребовля        | SD 576i                   | Тернопольская область    | DVB-T2   |          |
| 43                 | Тернопіль 1            | Чортков          | SD 576i                   | Тернопольская область    | DVB-T2   |          |
| 47                 | МТРК Місто             | Хмельницкий      | SD 576i                   | Хмельницкая область      | DVB-T2   |          |
| 47                 | Первый Подольский      | Хмельницкий      | SD 576i                   | Хмельницкая область      | DVB-T2   |          |
| 40                 | Эксклюзив              | Шепетовка        | SD 576i                   | Хмельницкая область      | DVB-T2   |          |
| 40                 | Первый Подольский      | Шепетовка        | SD 576i                   | Хмельницкая область      | DVB-T2   |          |
| 40                 | TV7+                   | Шепетовка        | SD 576i                   | Хмельницкая область      | DVB-T2   |          |
| 48                 | МТРК Місто             | Волочиск         | SD 576i                   | Хмельницкая область      | DVB-T2   |          |
| 48                 | Ексклюзив              | Волочиск         | SD 576i                   | Хмельницкая область      | DVB-T2   |          |
| 48                 | TV7+                   | Волочиск         | SD 576i                   | Хмельницкая область      | DVB-T2   |          |
| 48                 | МТРК Місто             | Городок          | SD 576i                   | Хмельницкая область      | DVB-T2   |          |
| 48                 | Ексклюзив              | Городок          | SD 576i                   | Хмельницкая область      | DVB-T2   |          |
| 48                 | 4ГТБ                   | Городок          | SD 576i                   | Хмельницкая область      | DVB-T2   |          |
| 47                 | Первый Подольский      | Кульчиевцы       | SD 576i                   | Хмельницкая область      | DVB-T2   |          |
| 47                 | Ексклюзив              | Кульчиевцы       | SD 576i                   | Хмельницкая область      | DVB-T2   |          |
| 47                 | КтркП                  | Кульчиевцы       | SD 576i                   | Хмельницкая область      | DVB-T2   |          |
| 47                 | Ексклюзив              | Полонное         | SD 576i                   | Хмельницкая область      | DVB-T2   |          |
| 43                 | Ексклюзив              | Крупец           | SD 576i                   | Хмельницкая область      | DVB-T2   |          |
| 43                 | TV7+                   | Крупец           | SD 576i                   | Хмельницкая область      | DVB-T2   |          |
| 43                 | Первый Подольский      | Крупец           | SD 576i                   | Хмельницкая область      | DVB-T2   |          |
| 53                 | А/ТВК / Апостроф TV    | Харьков          | SD 576i                   | Харьковская область      | DVB-T2   |          |
| 53                 | Р1                     | Харьков          | SD 576i                   | Харьковская область      | DVB-T2   |          |
| 25                 | TVA                    | Черновцы         | HD 720p                   | Черновецкая область      | DVB-T2   |          |

## Спутниковые и кабельные телеканалы

### Иновещание
- FREEДОМ (Украина, HD, русскоязычное)
- Дом (Украина, HD, украинское)

### Общественное вещание
- Первый (HD)
- Общественное Культура (HD)

### Общеформатные
- 1+1 (HD)
- 1+1 Украина (HD)
- ICTV (HD)
- ICTV2 (HD)
- СТБ (HD)
- 2+2 (HD)
- Интер (HD)
- НТН (HD)
- Zoom (HD)
- Мы — Украина+ (HD)

### Информационные
- Рада (HD)
- 5 канал (HD)
- Прямой (HD)
- Эспрессо TV (HD)
- 24 Канал (HD)
- ПравдаТУТ (HD)
- Obozrevatel TV (HD)
- Апостроф TV (HD)
- 8 канал (HD)
- Исландия (HD)
- Мы — Украина (HD)

### Развлекательные
- ТЕТ (HD)
- Квартал TV (HD)
- Новый канал (HD)
- ОЦЕ ТВ (HD)
- Super+ (HD)
- К1 (HD)
- Солнце
- Солнце+
- Navigator TV (HD)
- Телевсесвіт (HD)

### Киноканалы
- Enter-фильм (HD)
- УНИАН. Сериал (HD)
- Star Cinema (HD)
- FilmUADrama (HD)
- Bolt (HD)
- Cine+ (HD)
- Cine+ Hit (HD)
- Cine+ Legend
- 4ever Cinema (HD)
- 4ever Theater (HD)
- 4ever Drama (HD)

### Детские
- ПлюсПлюс (HD)
- Пиксель TV (HD)
- Lâle (HD)
- Cine+ Kids (HD)
- NIKI Junior (HD)
- NIKI Kids (HD)
- Nickelodeon Ukraine Pluto TV (HD)

### Женские
- Бигуди (HD)
- К2 (HD)
- Milady Television
- HDFashion & LifeStyle (HD)
- Fashion TV Ukraine (UHD)

### Познавательные
- Мега (HD)
- ECO TV (HD)
- Первый автомобильний (HD)
- Рыбалка (HD)
- Сварожичи (HD)
- Наука
- Фауна
- Терра
- Трофей (HD)
- Дача (HD)
- Epoque (HD)
- 36,6 TV (HD)
- КусКус (HD)
- U Travel (HD)
- Масон ТВ (HD)
- Закон ТВ (HD)
- 6 соток (HD)

### Музыкальные
- M1 (HD)
- М2 (HD)
- Music Box Ukraine (HD)
- Megogo live (HD)
- EU Music (HD)
- UA Music (HD)
- 4ever Music (HD)
- Black (HD)
- #НАШЕ (UHD)
- #НАШЕ HDR (UHD)
- #НАШЕ Music (UHD)
- #НАШЕ Ретро (UHD)
- #НАШЕ Kids (UHD)
- ЕТНО (UHD)

### Спортивные
- XSPORT (HD)
- XSPORT+ (HD)
- Sport 1 (HD)
- Sport 2 (HD)
- Megogo Спорт (HD)

### Культурологические, просветительские
- Надія
- CNL Украина
- Відродження
- EWTN
- Новый христианский

### Телемагазины, промо-каналы
- Boutique TV
- Караван TV
- Натали
- Genuine TV (HD)
- Sonata TV
- Provence
- Розпакуй TV
- Тюсо

### Международные версии
- 1+1 International (HD)
- Интер+ (HD)
- Квартал TV International (HD)

### Иностранные, имеющейся украиноязычной аудиодорожкой
Полностью украиноязычное вещание 100% эфирного времени:
- Paramount Comedy (США, HD, лицензия оформлена как украинский канал)
- AMC Ukraine (США, HD)
- VOA на украинском (США, HD)
- DW на украинском (Німеччина, HD)
- BBC News на украинском (Велика Британія, HD)

Частично украиноязычное вещание:
- Da Vinci Ukraine (Германия, HD, доля вещания на украинском — 80%)
- National Geographic (США, HD, доля вещания на украинском — 40 %)
- Setanta Sports / Setanta Sports + (Велика Британия, HD, доля вещания на украинском — <10%; на украинском транслируются только отдельные турниры)

Иностранные без украинского языка:
- English Club TV (Велика Британия, HD, англоязычное, лицензия оформлена как украинский канал)